# Jeholornis
Jeholornis is een geslacht van uitgestorven vogels. Het leefde ongeveer 112 miljoen jaar (Ma) geleden in het Vroeg-Krijt. Fossielen van Jeholornis zijn gevonden in de in Chinese provincie Liáoníng.
Jeholornis is misschien identiek aan Shenzhouraptor die in dezelfde lagen gevonden is; het is omstreden welke naam eerder gepubliceerd is en daarom voorrang heeft. Jeholornis leefde samen met vogels die een vrijwel moderne bouwwijze bezaten, maar had zelf nog tamelijk oorspronkelijke kenmerken zoals een zeer lange benige staart en maar geringe vergroeiingen in de schedel, de wervels en het bekken. Het was een planteneter zoals bewezen wordt door de vondst van zaden in een van de opgegraven skeletten.

## Naamgeving en vondst
De typesoort Jeholornis prima werd in 2002 beschreven en benoemd door Zhou Zhonghe en Zhang Fucheng. De geslachtsnaam verbindt de naam van de formatie waarin het fossiel gevonden is, de Jehol-groep, met het Klassiek Griekse ornis, 'vogel'. De soortaanduiding prima, betekent in het Latijn 'de eerste', een verwijzing naar de hoge ouderdom en basale positie van de soort.
Het fossiel, holotype IVPP V13274, is bij Dapingfang gevonden in de Jiufotangformatie die dateert uit het Aptien-Albien, ongeveer 112 miljoen jaar oud. Het bestaat uit een vrij compleet, zij het ietwat uit elkaar liggend, skelet, echter zonder veerresten. In 2003 werden twee nieuwe vondsten beschreven, IVPP V 13550 en IVPP V 13553, van juveniele dieren die wel veerresten vertonen.
In juli 2002, dezelfde maand waarin het artikel dat Jeholornis benoemde verscheen, werd door de Chinese paleontoloog Ji Qiang Shenzhouraptor sinensis beschreven op basis van specimen LPM 0193. Hetzelfde jaar werd Jixiangornis beschreven. Zhou en Zhang beweerden in 2006 dat al deze vondsten tot een enkele soort Jeholornis prima behoorden en dat Senzhouraptor en Jixiangornis dus jongere synoniemen zouden zijn en geen valide namen. Deze stelling is echter zeer problematisch gebleken. Om te beginnen was de claim dat Jeholornis prioriteit bezit over Shenzouraptor gebaseerd op het principe dat een publicatie in een weekblad voorrang heeft boven een publicatie in een maandblad. Dat geldt echter alleen als de exacte data niet bekend zijn. Het schijnt echter dat Shenzhouraptor op 23 juli benoemd werd en Jeholornis op 25 juli, zodat juist Shenzouraptor prioriteit moet hebben. Ji stelde al in 2003 dat Jeholornis een jonger synoniem is van Shenzhouraptor. In de literatuur wordt echter meestal toch de naam Jeholornis gebruikt.
Het andere probleempunt vormt de juistheid van de samenvoeging van de drie geslachten: deze is omstreden omdat Shenzhouraptor toch nogal afwijkt. Zo is hij een derde kleiner en heeft drieëntwintig tot vijfentwintig staartwervels terwijl het holotype van Jeholornis er tweeëntwintig bezit. Volgens Zhou en Zhang was hier sprake van rijpingseffecten: wellicht groeide de soort na het volwassen worden nog door en verminderde het aantal wervels tijdens de ontogenie. De meeste onderzoekers aanvaarden voorlopig dit argument, hopend dat toekomstige vondsten meer duidelijk zullen verschaffen. Een verschil dat moeilijk door rijping valt te verklaren, is dat Shenzhouraptor de tanden mist, die bij Jeholornis wel aanwezig zijn, terwijl hun aantal juist zou moeten afnemen. Dat Jixianornis een jonger synoniem zou zijn wordt in ieder geval algemeen sterk betwijfeld. Al deze problemen zouden wellicht kunnen worden opgelost door de bestudering van nieuwe exemplaren, waarvan het aantal in 2011 al boven de honderd geschat werd maar die nog onbeschreven zijn.
In 2011 benoemden Jingmai O'Connor, Sun Chengkai, Xu Xing, Wang Xiaolin en Zhou een tweede soort: Jeholornis palmapenis, gebaseerd op specimen SDM 20090109.1. De soortaanduiding is afgeleid van het Latijnse palma, 'palm', en penis, 'staart', een verwijzing naar de vorm van de staartwaaier.
In 2014 werd een derde soort benoemd: Jeholornis curvipes, de 'kromvoet', op basis van specimen FGP-yb2.

## Beschrijving

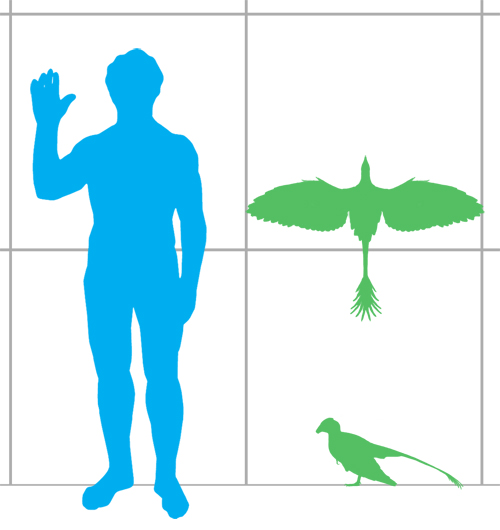
De grootte van Jeholornis vergeleken met die van een mens

De beschrijving van Jeholornis wordt sterk bemoeilijkt door de vraag of LPM 0193 inderdaad een meer jonger individu is van hetzelfde taxon en door het feit dat de twee toegewezen specimina juveniel zijn. Jeholornis heeft een lengte van ongeveer tachtig centimeter en is daarmee een van de grootste bekende vogels uit het Onder-Krijt. De nek is vrij kort en de romp lang. De benige staart is bijzonder langgerekt; bij de jonge dieren de langste die onder de Aves bekend is.
De beschrijvers gaven een lijst van onderscheidende kenmerken: het traanbeen is T-vormig; de onderkaak is robuust; het eerste vingerkootje van de derde vinger is tweemaal zo lang als het tweede kootje; de zijplaten van het borstbeen zijn er niet meer vergroeid en hebben achteraan een ronde opening; de arm heeft 120 procent van de lengte van de achterpoot.

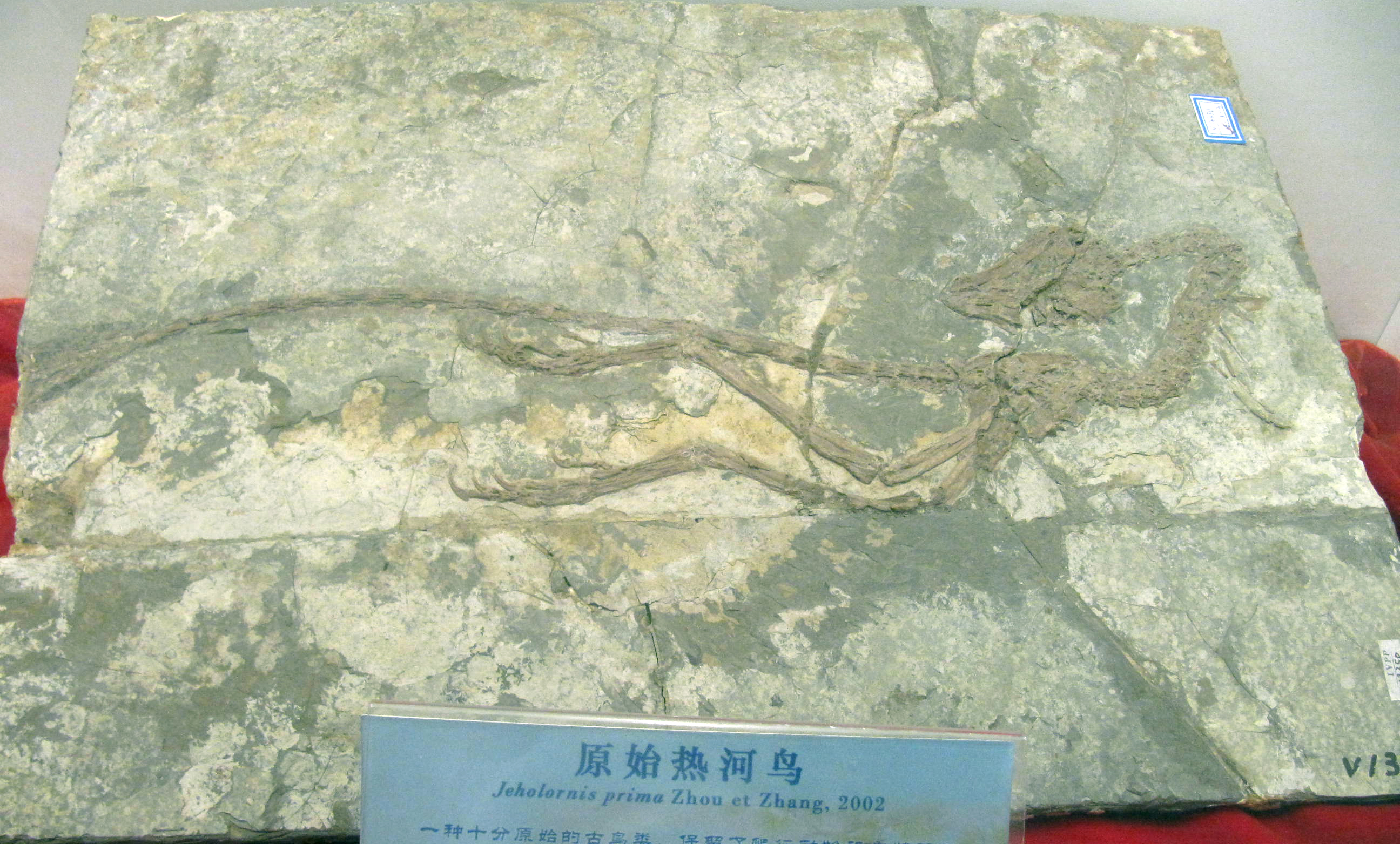
IVPP V13550

Andere onderzoekers wisten van de specimina van Jehelornis, aangevuld met gegevens van Shenzhouraptor nog wat andere eigenschappen vast te stellen die afwijken van die bij verwante soorten. De praemaxilla in de voorste bovenkaak is tandeloos. Het traanbeen heeft twee verticale en langwerpige fossae pneumaticae: groeven die toegang bieden aan de interne luchtkamers van het bot. De bovenste tak van het jukbeen is naar voren gericht. De onderkaken zijn vooraan vergroeid in een symfyse. Het gewrichtsvlak tussen het eerste en tweede vingerkootje van de derde vinger is hol aan de binnenste zijkant. Het schouderblad en het ravenbeksbeen zijn beweeglijk verbonden in een hol raakvlak. De achterste uiteinden van de chevrons van de staartwervels raken elkaar.
Jeholornis prima heeft drie kleine tanden in de onderkaak. Bij Jeholornis palmapenis zijn ook enkele kleine tanden in het bovenkaaksbeen te zien die iets naar voren steken. Een vrij grote fenestra antorbitalis is aanwezig. De oogkas wordt vermoedelijk van het onderste slaapvenster gescheiden door het postorbitale. Er zijn vermoedelijk negen halswervels, veertien ruggenwervels en zes sacrale wervels. Het borstbeen is kort en wordt gevolgd door een korset van buikribben. De deltopecorale kam op het opperarmbeen heeft een hoekig profiel. Het opperarmbeen van het holotype is elf centimeter lang, de ellepijp 109 millimeter. Het dijbeen is vijfenzeventig millimeter lang, het scheenbeen achtentachtig. De tweede teen van de voet is niet vergroot; de eerste staat iets schuin naar achteren en binnen gericht.
Van de bevederde jonge exemplaren toont er een asymmetrische slagpennen, de ander, IVPP V13550, een waaier aan de staart. Het is de vraag of het midden en de basis van de staart penveren dragen. Het holotype van J. palmapenis, SDM 20090109.1, toont elf penveren aan het uiteinde van de staart die een ronde waaier vormen. De voorste daarvan staan schuin naar voren zodat geconcludeerd werd dat de waaier geen aerodynamische functie bezat maar slechts voor de sier diende.
Een vergelijking met Archaeopteryx toonde aan dat Jeholornis verschillende extra aanpassingen heeft aan een vliegende levenswijze. De arm is 25 procent langer. De pols is met de middenhand vergroeid tot een carpometacarpus. Het derde middenhandsbeen is meer gebogen en robuuster, een aanpassing voor een betere veeraanhechting. De hand als geheel is verkort met een steviger tweede vinger als drager van de slagpennen. Het schoudergewricht is meer naar boven gericht. Het ravenbeksbeen is mobieler en langer. Het sternum is verbeend tot een echt borstbeen en dit is verbreed met zijplaten en gepneumatiseerd. In 2020 stelde een studie dat de vermeende trabeculae laterales van het borstbeen in feite de tot een peddelvorm verbrede achterste sternale ribben zijn. De borstspieren zouden dan kleiner zijn dan gedacht maar het vermogen tot vliegen zou desalniettemin verbeterd zijn doordat de peddels als de sternocostapofysen van pterosauriërs zouden functioneren die de ademhaling versterken.
Een studie uit 2013 naar het verenkleed concludeerde dat er behalve de waaier aan het uiteinde van de staart ook nog een waaier aan de achterkant van de romp aanwezig was; de eerste zou voornamelijk gebruikt zijn om te pronken, de tweede om de stroomlijn te verbeteren.
Jeholornis curvipes werd beschreven als hebbend negen onderscheidende kenmerken. De dentaria in de voorste onderkaken zijn niet verbonden door een verbeende symfyse. Het ravenbeksbeen is balkvormig met een zijdelings uitsteeksel dat niet afstaat van de buitenrand. De binnenrand van het ravenbeksbeen is over de volle lengte hol gebogen. Bij het opperarmbeen is de deltopectorale kam is van de schacht weggebogen. Het tweede middenhandsbeen heeft een lengte van 58 procent van het opperarmbeen. Het eerste middenhandsbeen heeft 17 procent van de lengte van het tweede middenhandsbeen. Het eerste kootje van de eerste vinger is 29 procent langer dan het eerste kootje van de tweede vinger. Het bovenvlak van het scheenbeen heeft achteraan twee uitstekende condylen. De onderste helft van de middenvoetsbeenderen is naar buiten gebogen; vandaar de soortaanduiding.

## Fylogenie

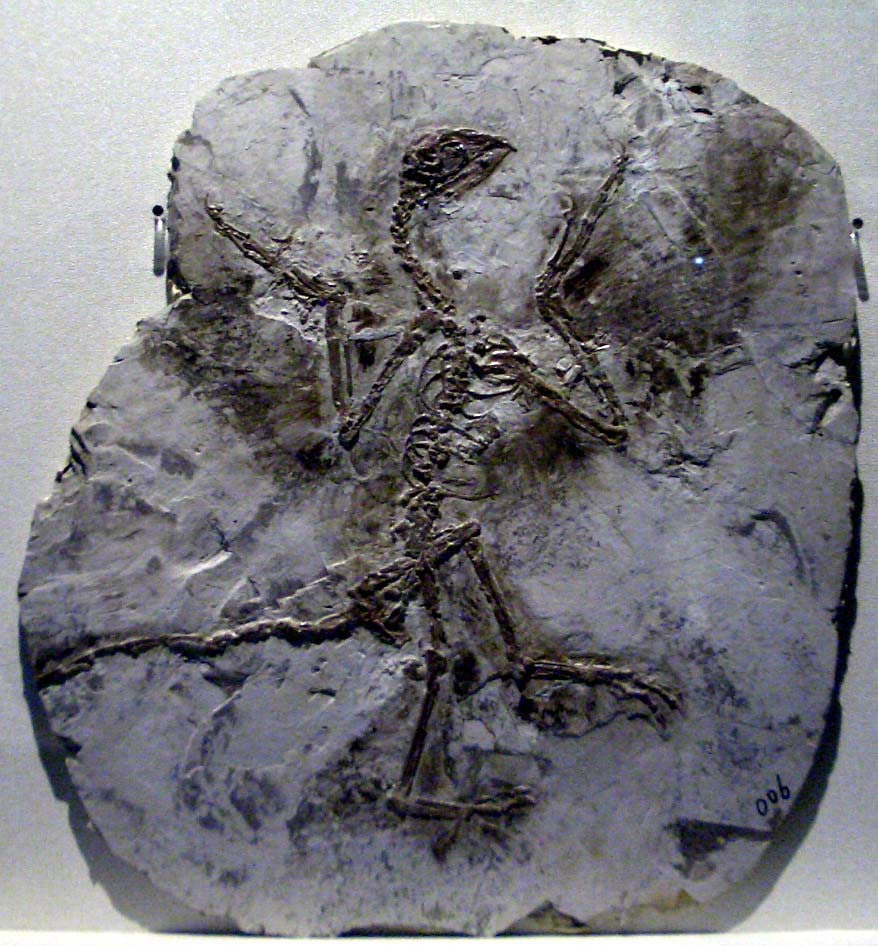
Een afgietsel van het fossiel van Shenzhouraptor in het Science Museum van Hongkong

Zhou en Zhang schiepen in 2006 voor Jeholornis een aparte familie Jeholornithidae en brachten die weer onder bij een orde Jeholornithiformes. Dit laatste is binnen de traditionele taxonomie nodig omdat er een kunstmatige breuk zit tussen de klasse Aves en de andere dinosauriërs waartoe de vogels evolutionair gezien behoren. Het verdere wetenschappelijke nut van deze begrippen was gering daar Jeholornis prima erbinnen de enige bekende soort was en ze werden in de literatuur dan ook niet gebruikt; evenmin werd er in eerste instantie een exacte definitie van gegeven als klade. Dat laatste veranderde in 2020.
Volgens een eerste kladistische analyse die Ji uitvoerde, was Jeholornis een zeer basale soort, direct boven Archaeopteryx gelegen in de stamboom en het zustertaxon van Rahonavis. Deze laatste vorm wordt tegenwoordig meestal niet meer als een vogel gezien maar als een dromaeosauride en dat zou Jeholornis tot de op een na basaalste vogel maken. Veel van zijn kenmerken lijken ook te duiden op een iets verdere aanpassing aan een vliegende levenswijze dan bij Archaeopteryx het geval is.
Er is echter een gegeven dat niet goed past bij deze middenpositie tussen Archaeopteryx en de latere vogels: Archaeopteryx heeft maximaal 23 staartwervels en het holotype van Jeholornis weliswaar 22 maar de twee juveniele exemplaren hebben er respectievelijk 24 en 27, net als de meer basale Theropoda waar de vogels van afstammen. Dat Jeholornis, zij het misschien slechts tijdens een groeifase, meer wervels had dan Archaeopteryx kan maar op drie manieren verklaard worden: Jeholornis was geen vogel maar een dromaeosauride; de eerste vogel had er ook zoveel en de reductie van het aantal bij Archaeopteryx is een autapomorfie, een apart kenmerk van het geslacht, dat in dit geval dan vooruitliep op de aparte latere reductie bij de andere vogels; óf Jeholornis heeft zijn staart secundair verlengd. In alle drie de gevallen kan dit wijzen op een nauwere relatie tussen Dromaeosauridae en het vermogen tot vliegen dan eerder werd gedacht: in het eerste geval zou dit een kenmerk kunnen zijn geweest van de gemeenschappelijke voorouder van alle Eumaniraptora en het tweede en derde geval zouden het waarschijnlijker maken dat de Dromaeosauridae zelf vogels zijn, zoals voorspeld door Gregory S. Paul. Deze situatie heeft de aandacht voor de soort aanzienlijk doen toenemen. Zhou heeft het verband met de Dromaeosauridae nog willen aanzetten door te wijzen op de staart die stijver zou zijn als bij Archaeopteryx; andere basale Avialae hebben echter ook zo'n staart.
Als Jeholornis en Shenzhouraptor aparte taxa zijn, zijn ze in ieder geval nauw verwant en kunnen zeer wel een aparte aftakking of klade gevormd hebben. Jixiangornis lijkt echter een vroegere afsplitsing te zijn geweest. Onzeker is het verband met Cerebavis.

## Levenswijze
Een opmerkelijke aanwijzing voor het voedsel van Jeholornis toonde het holotype: namelijk vijftig ronde zaden van een conifeer, Carpolithus, die in de krop gezeten moeten hebben. Deze is alleen van de zaden bekend die een diameter hebben van acht à tien millimeter. Samen met de krachtige onderkaken en het stevige tongbeen duidt dit erop dat Jeholornis een planteneter was. In 2023 toonde een studie naar de maaginhoud aan dat fytolieten van Magnoliiden aanwezig waren, waarvan de bladeren gegeten werden.
Een studie naar de ontwikkeling van het bot concludeerde dat alle exemplaren de volwassen leeftijd nog niet hadden bereikt en dat Jeholornis dus vrij lang doorgroeide, anders dan bij moderne vogels van die grootte die binnen enkele maanden hun maximumgrootte bereiken.
De klauwen van Jeholornis zijn sterk gekromd wat erop wijst dat het dier een boombewoner was. De eerste teen stak ook naar achteren zodat met de achterpoot een tak gegrepen kon worden. Het eerste middenvoetsbeen was echter niet om zijn as gewrongen om deze houding permanent te maken: de soort was dus niet anisodactiel. Het relatief korte onderbeen wijst op een verminderd loopvermogen. Het is echter ook wel verdedigd dat het dier een bodembewoner was. Philip Senter meende in 2006 dat het schoudergewricht zo laag geplaatst was dat Jeholornis alleen in staat was tot een glijvlucht. Dit wordt door de Chinese onderzoekers bestreden.
In 2013 werd de vondst gemeld van een exemplaar met een dubbele eileider maar met in slechts één oviduct een ei; dit zou bewijzen dat zulke basale vogels een overgang vormden tussen eerdere dinosauriërs met twee functionele eileiders en moderne vogels met maar één volgroeid oviduct.